# Altino Marcondes
Tatú (Taubaté, Brasil, 16 de julio de 1898-Taubaté, Brasil, 25 de mayo de 1932) fue un futbolista brasileño que jugó en la posición de centrocampista.

## Carrera

### Club
| Periodo   | Club             |
| --------- | ---------------- |
| 1916-1920 | EC Taubaté       |
| 1920-1926 | SC Corinthians   |
| 1926-1928 | CR Vasco da Gama |
| 1928-1930 | Alliança FC      |
| 1930      | Portuguesa       |

### Selección nacional
Jugó en la copa América 1922 en cinco partidos donde anotó dos goles y fue campeón del torneo.

## Muerte
Tatú murió el 25 de mayo de 1932 en su natal Taubaté a los 33 años víctima de la tuberculosis.

## Logros

### Club
- Campeonato Paulista (3): 1922, 1923, 1924

### Selección nacional
- Copa América (1): 1922